# 澜沧黄杉
澜沧黄杉（学名：Pseudotsuga forrestii）为松科黄杉属下的一个种。